# Chavelot
Chavelot és un municipi francès, situat al departament dels Vosges i a la regió del Gran Est. L'any 2007 tenia 1.495 habitants.

## Demografia

### Població
El 2007 la població de fet de Chavelot era de 1.495 persones. Hi havia 608 famílies, de les quals 132 eren unipersonals (64 homes vivint sols i 68 dones vivint soles), 212 parelles sense fills, 204 parelles amb fills i 60 famílies monoparentals amb fills.
La població ha evolucionat segons el següent gràfic:
Habitants censats

### Habitatges
El 2007 hi havia 638 habitatges, 617 eren l'habitatge principal de la família, 4 eren segones residències i 17 estaven desocupats. 509 eren cases i 129 eren apartaments. Dels 617 habitatges principals, 472 estaven ocupats pels seus propietaris, 136 estaven llogats i ocupats pels llogaters i 9 estaven cedits a títol gratuït; 1 tenia una cambra, 19 en tenien dues, 100 en tenien tres, 144 en tenien quatre i 353 en tenien cinc o més. 515 habitatges disposaven pel capbaix d'una plaça de pàrquing. A 257 habitatges hi havia un automòbil i a 310 n'hi havia dos o més.

### Piràmide de població
La piràmide de població per edats i sexe el 2009 era:
| Homes | Edats   | Dones |
| ----- | ------- | ----- |
| 0     | 95 o +  | 0     |
| 0     | 90 a 94 | 8     |
| 4     | 85 a 89 | 4     |
| 8     | 80 a 84 | 24    |
| 16    | 75 a 79 | 36    |
| 32    | 70 a 74 | 28    |
| 28    | 65 a 69 | 48    |
| 32    | 60 a 64 | 12    |
| 52    | 55 a 59 | 24    |
| 48    | 50 a 54 | 76    |
| 76    | 45 a 49 | 92    |
| 40    | 40 a 44 | 56    |
| 52    | 35 a 39 | 40    |
| 32    | 30 a 34 | 36    |
| 76    | 25 a 29 | 40    |
| 72    | 20 a 24 | 44    |
| 60    | 15 a 19 | 72    |
| 52    | 10 a 14 | 48    |
| 48    | 5 a 9   | 52    |
| 32    | 0 a 4   | 20    |

## Economia
El 2007 la població en edat de treballar era de 1.031 persones, 775 eren actives i 256 eren inactives. De les 775 persones actives 697 estaven ocupades (375 homes i 322 dones) i 78 estaven aturades (30 homes i 48 dones). De les 256 persones inactives 105 estaven jubilades, 82 estaven estudiant i 69 estaven classificades com a «altres inactius».

### Ingressos
El 2009 a Chavelot hi havia 632 unitats fiscals que integraven 1.542 persones, la mediana anual d'ingressos fiscals per persona era de 20.017 €.

### Activitats econòmiques
Dels 167 establiments que hi havia el 2007, 1 era d'una empresa extractiva, 1 d'una empresa alimentària, 5 d'empreses de fabricació de material elèctric, 1 d'una empresa de fabricació d'elements pel transport, 8 d'empreses de fabricació d'altres productes industrials, 17 d'empreses de construcció, 78 d'empreses de comerç i reparació d'automòbils, 12 d'empreses de transport, 5 d'empreses d'hostatgeria i restauració, 1 d'una empresa d'informació i comunicació, 8 d'empreses financeres, 3 d'empreses immobiliàries, 21 d'empreses de serveis, 3 d'entitats de l'administració pública i 3 d'empreses classificades com a «altres activitats de serveis».
Dels 26 establiments de servei als particulars que hi havia el 2009, 9 eren tallers de reparació d'automòbils i de material agrícola, 1 taller d'inspecció tècnica de vehicles, 1 paleta, 2 fusteries, 4 lampisteries, 2 electricistes, 1 empresa de construcció, 2 perruqueries, 3 restaurants i 1 agència immobiliària.
Dels 23 establiments comercials que hi havia el 2009, 1 era un hipermercat, 1 un supermercat, 1 una botiga de més de 120 m², 1 una botiga de menys de 120 m², 3 botigues de roba, 4 botigues d'equipament de la llar, 2 sabateries, 5 botigues de mobles, 1 una botiga de mobles, 3 drogueries i 1 una joieria.
L'any 2000 a Chavelot hi havia 4 explotacions agrícoles.

## Equipaments sanitaris i escolars
El 2009 hi havia 1 escola maternal i 1 escola elemental.

## Poblacions més properes
El següent diagrama mostra les poblacions més properes.